# Antigvanski i barbudski kreolski engleski
Antigvanski i barbudski kreolski engleski (prema lokacijama nazivan i leewardski (zavjetrinski) kreolski engleski, kokoy kreolski engleski, angvilski kreolski engleski; ISO 639-3: aig), jedan od 82 kreolska jezika, pripada južnoj podskupini istočnoatlantskih kreolskih jezika temeljenih na engleskom jeziku [eng].
Većina govornika živi na Antigvi i Barbudi (67 000; 2001) od 125 270 govornika ukupno, a ostali u Anguili (11 500; 2001 popis); Montserratu (7 570; 2001); Svetom Kittsu i Nevisu (39 000); i Dominiki (200; 2004).
Po otocima Zapadnih Indija je nastalo nekoliko dijalekata: antigvanski i barbudski kreolski engleski s antigvanski kreolski engleski na otoku Antigua i barbudski kreolski engleski na otoku Barbuda; angvilski kreolski engleski na Angvili; kokoy na Dominiki; Montserratski kreolski engleski na Montserratu; kittski kreolski engleski i neviski kreolski engleski dijalekt na otoku Nevis;

## Vanjske poveznice
- Ethnologue (14th)
- Ethnologue (15th)